# Maera jerrica
Maera jerrica är en kräftdjursart som beskrevs av Krapp-Schickel och Jarrett 2000. Maera jerrica ingår i släktet Maera och familjen Melitidae. Inga underarter finns listade i Catalogue of Life.